# Церковь Святого Георгия (Берлин)
Церковь Святого Георгия (англ. St. George’s Anglican Episcopal Church или нем. Anglikanische St. George-Kirche) — англиканская церковь в Берлине; современное здание церкви, построенное в 1950 году в районе Вестэнд, заменило собой старое здание церкви, которое было построено в 1885 году в центре города, но было разрушено во время Второй мировой войны.

## История и описание
Церковь Святого Георгия в берлинском районе Вестэнд (относящимся к округу Шарлоттенбург-Вильмерсдорф) стоит на участке ромбической формы, занимающем площадь около 13 300 квадратных метров. С западной стороны участок ограничен улицей Баденаллее, а с востока — Пройсеналлее («прусским проспектом»). С северной стороны участок непосредственно граничит с территорией католический монастыря Святого Гавриила. Рядом с основным зданием церкви Святого Георгия находится и её общественный центр.
Первые англиканские службы прошли в Берлине в 1830-х годах; в 1855 году в качестве часовни использовалось помещение сторожки во дворце Монбижу, а король Фридрих Вильгельм IV разрешил использовать для богослужений театральный зал дворца. Постоянно растущее сообщество англикан возвело в период между 1884 и 1885 годами первое здания церкви Святого Георгия, которое также располагалось на территории замка Монбижу: автор проекта нового храма — архитектор Юлиус Карл Рашдорф — специально ездил в Англию, чтобы ознакомиться с особенностями строительства англиканских церквей. В 1888 году берлинскую церковь посетила королева Виктория, а король Георг V посещал храм в 1913 году. Оставаясь единственной англиканской церковью во всей Германской империи, храм Святого Георгия оставался открыт даже во годы Первой мировой войны — он находился под личной защитой кайзера Вильгельма II. После Великой войны, в 1920-х и 1930-х годах, церковная община испытывала большие трудности с финансированием содержания храма.